# Kriegerehrenmal 1914/18 (Ludwigsburg)

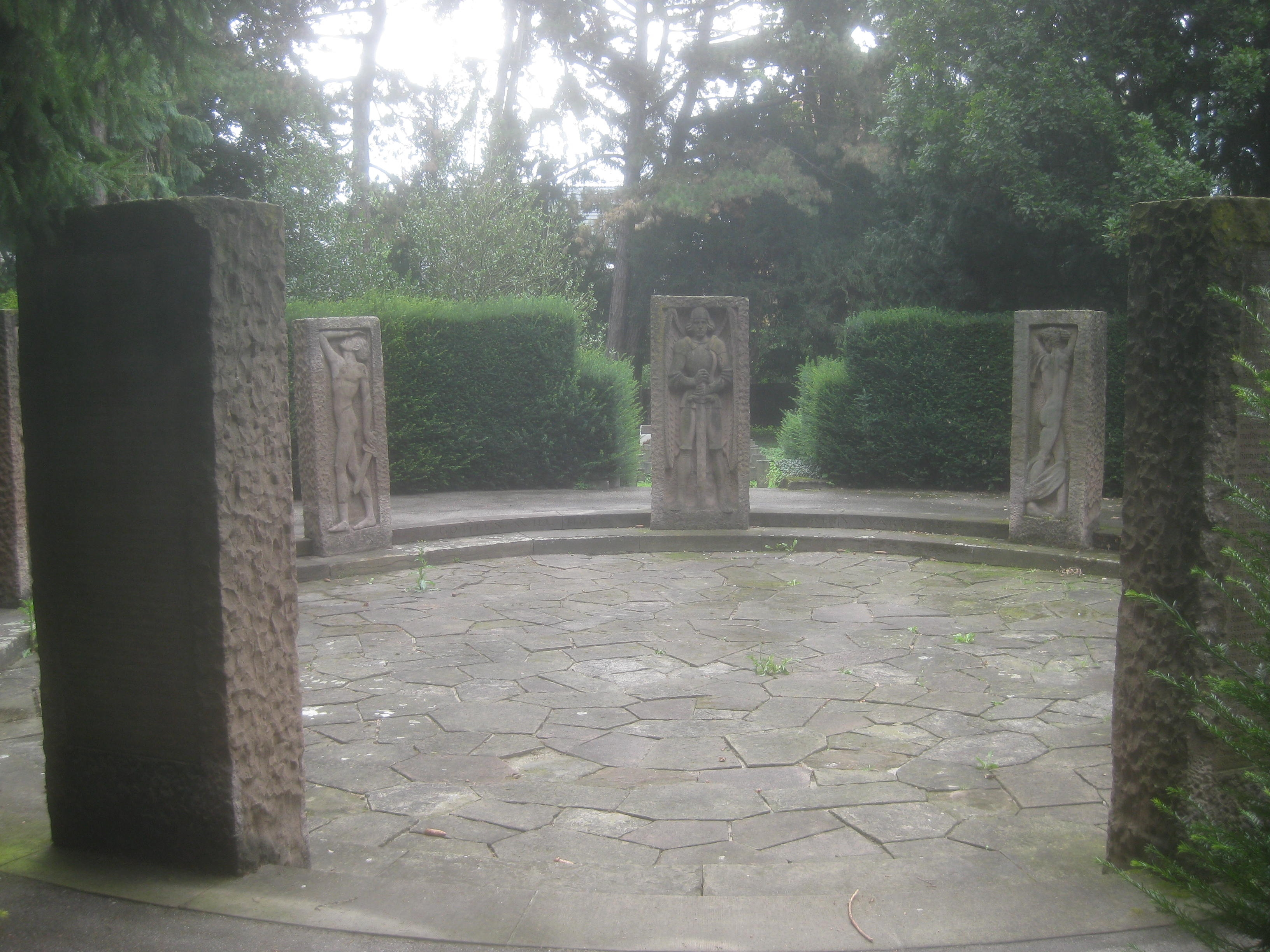
Blick von Westen auf das Kriegerehrenmal 1914/18, mittlere Stele: Erzengel Michael.

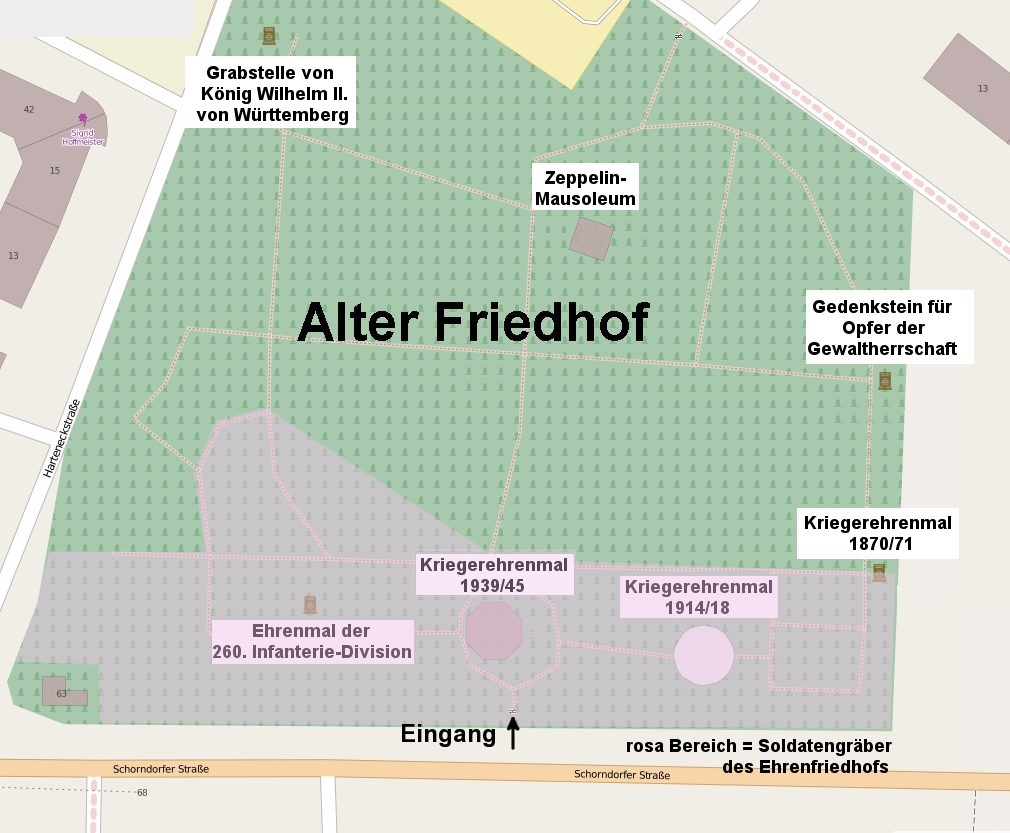
Friedhofsplan.

Das Kriegerehrenmal 1914/18 wurde 1924 von der Stadt Ludwigsburg zum Gedenken an ihre Kriegsgefallenen auf dem sogenannten Ehrenfriedhof des Alten Friedhofs errichtet.
Das Ehrenmal ist ein Steinkreis, der von einer übermannshohen Hecke umschlossen ist, hinter der sich neun ringförmig aufgestellte, überlebensgroße Stelen mit versenkten Reliefs verbergen. Das Hauptrelief zeigt die kriegerische Figur des Erzengels Michael mit dem Flammenschwert. Um ihn reihen sich sechs Reliefs mit Kämpferdarstellungen und zwei Reliefs, die trauernde Mütter mit ihren Kindern zeigen.
Den Steinkreis entwarf der Architekt Friedrich Haußer, die Reliefs schuf der Bildhauer Jakob Brüllmann. Beide hatten bereits 1916 bei der Anlage des Ehrenfriedhofs miteinander zusammengearbeitet.

## Lage
Im Süden des Alten Friedhofs grenzt der sogenannte Ehrenfriedhof, ein langgezogenes, fast rechteckiges Feld von Soldatengräbern (rosa Bereich im Friedhofsplan), an die west-östlich verlaufende Schorndorfer Straße. In dem Gräberfeld sind parallel zur Straße vier Kriegerehrenmäler angeordnet.
Wenn man den Friedhof über den Eingang an der Schorndorfer Straße betritt, trifft man auf das Kriegerehrenmal 1939/45, eine 1868 geweihte, neugotische Friedhofskapelle, die 1957 zu einem Kriegerehrenmal umgestaltet wurde. Links führt der Weg zu dem Ehrenmal der 260. Infanterie-Division, rechts erreicht man nach 40 Metern das Kriegerehrenmal 1914/18. An der nordöstlichen Ecke des Gräberfelds folgt schließlich das Kriegerehrenmal 1870/71.

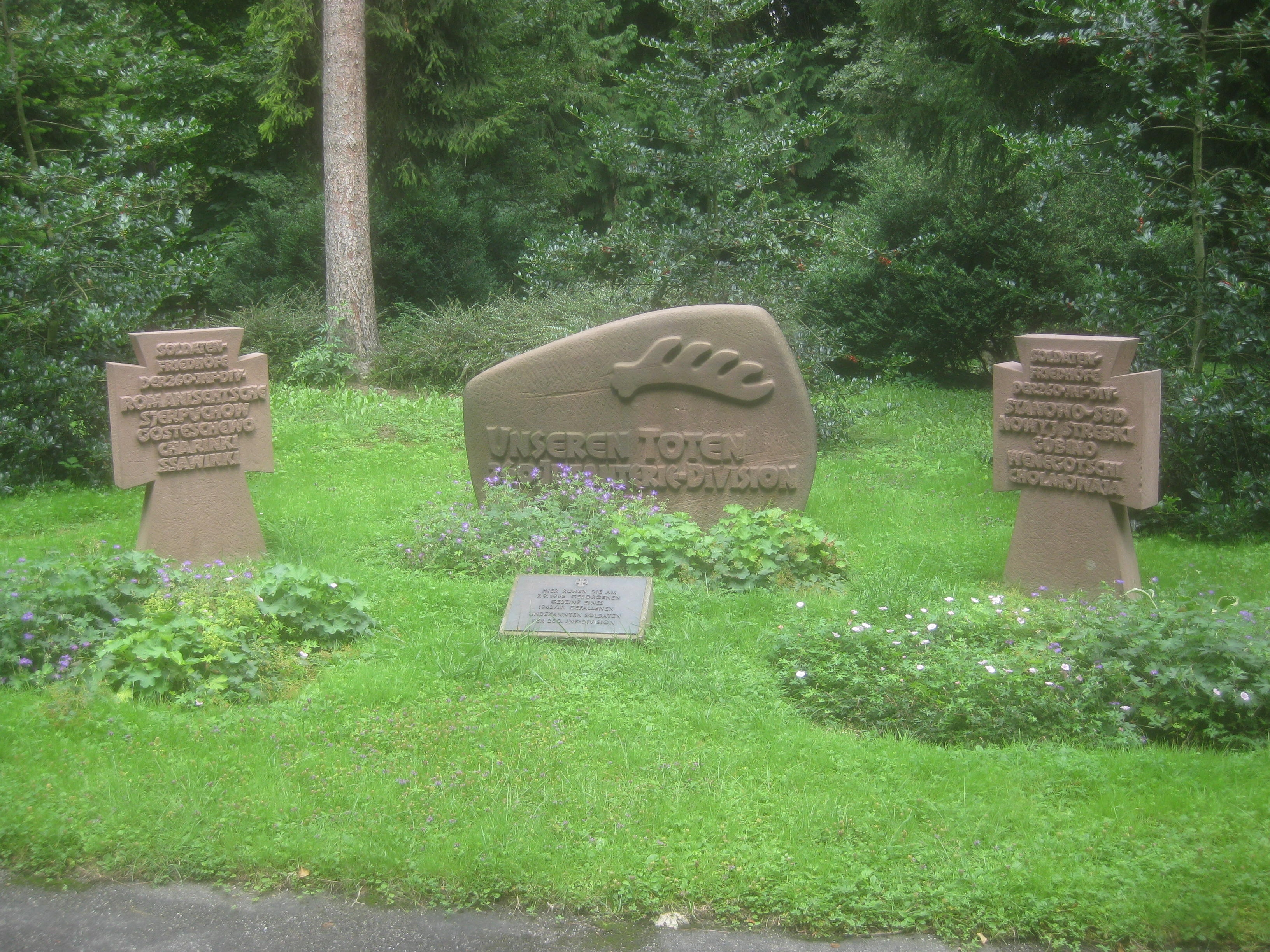
Ehrenmal der 260. Infanterie-Division.
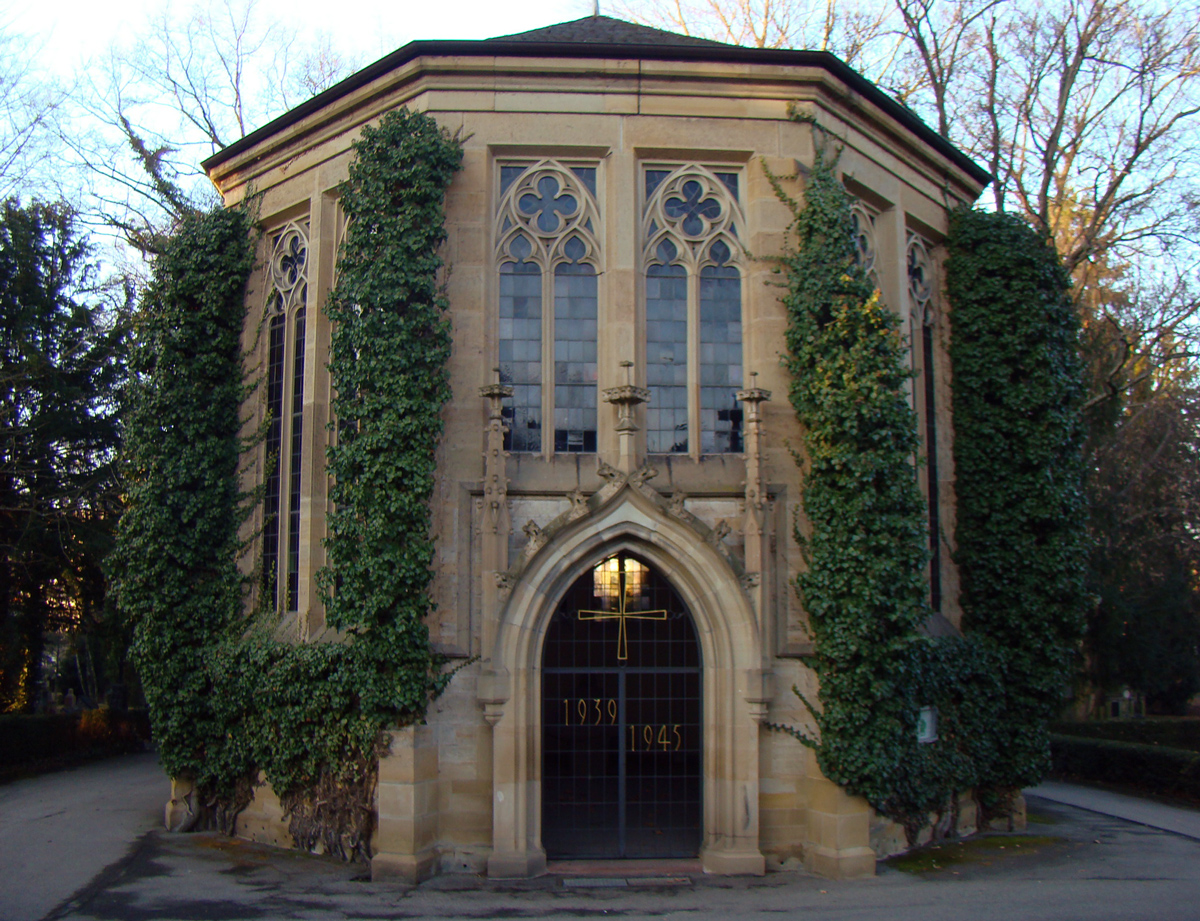
Kriegerehrenmal 1939/45, ehemalige Friedhofskapelle.
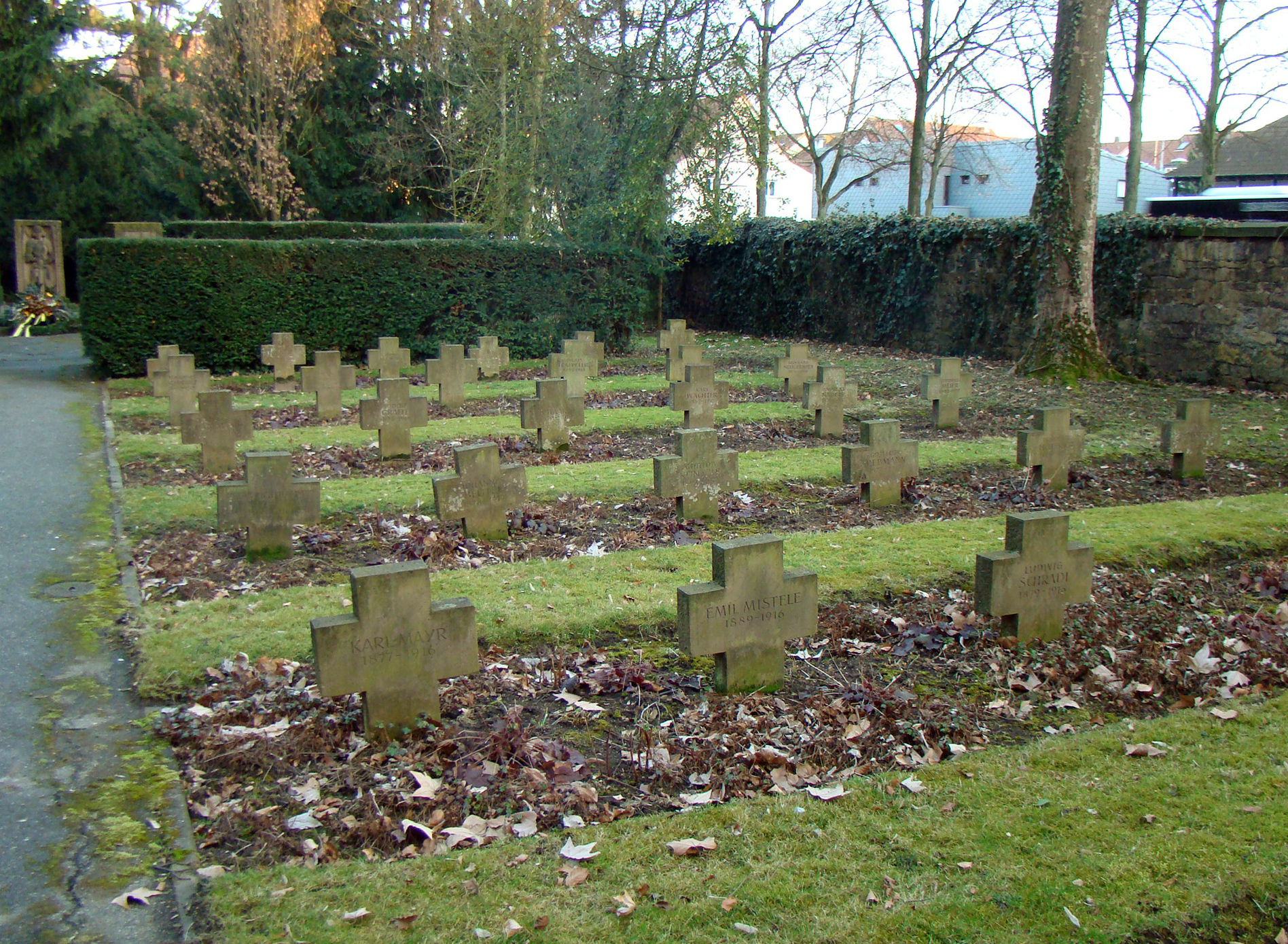
Blick von der Kapelle über den Ehrenfriedhof zum Kriegerehrenmal 1914/18.
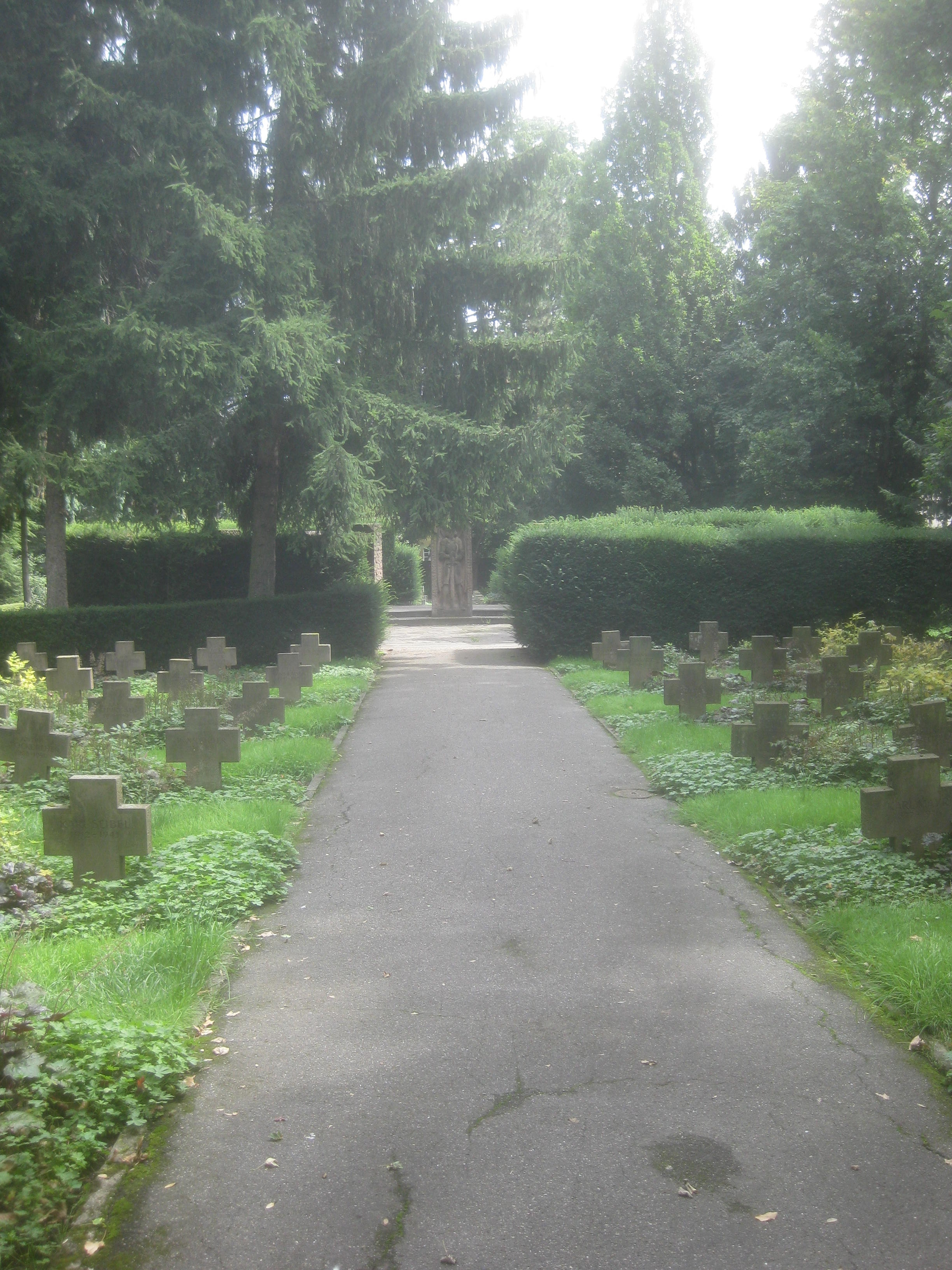
Blick von der Kapelle über den Ehrenfriedhof zum Kriegerehrenmal 1914/18.
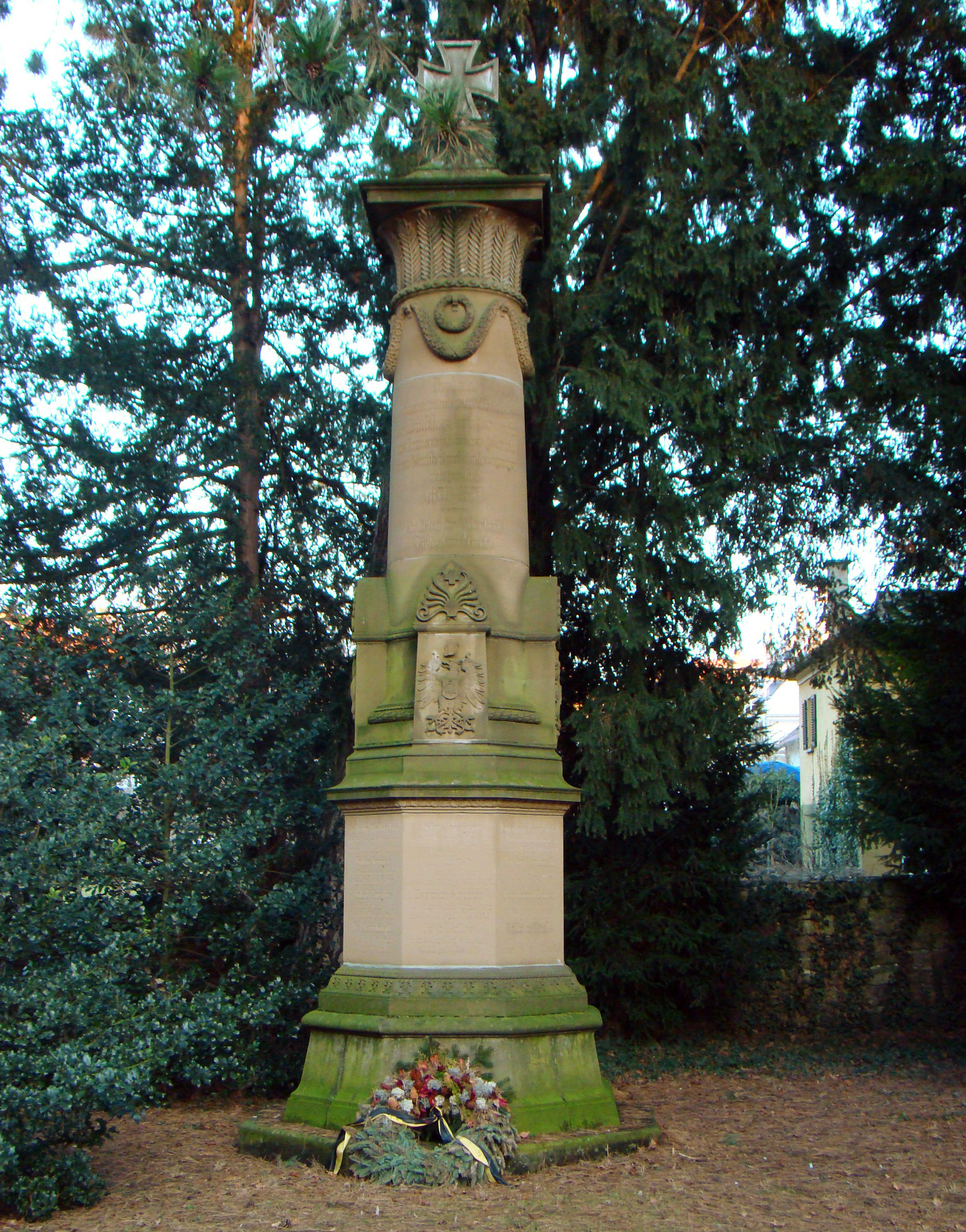
Kriegerehrenmal 1870/71.

## Ehrenfriedhof
Während des Ersten Weltkrieges ließ die Stadt Ludwigsburg 1915 auf dem Alten Friedhof zwischen der Kapelle und dem Kriegerehrenmal 1870/71 einen „Ehrenfriedhof“ für die in Ludwigsburg im Lazarett verstorbenen (oder nach Ludwigsburg überführten) Soldaten anlegen. Die Anlage des Ehrenfriedhofs erfolgte nach den Plänen von Friedrich Haußer. Nach dem Entwurf von Jakob Brüllmann erhielten die Gräber der Mannschaftsdienstgrade „niedrige, aber würdige Steinkreuze, alle von gleicher Größe, Form und Farbe“, während die Offiziersgräber an den Seiten mit liegenden Steinplatten gedeckt wurden.

## Steinkreis

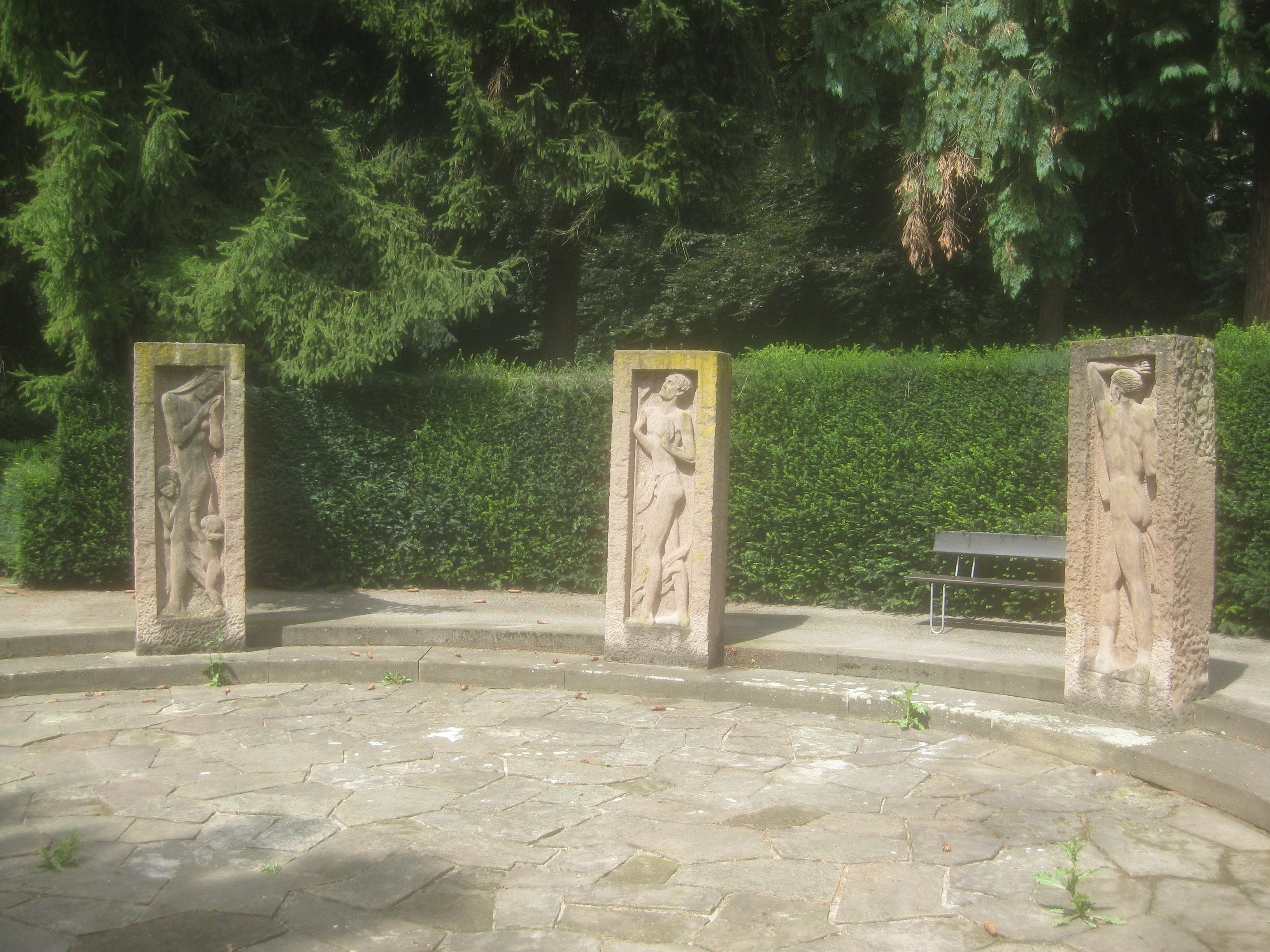
Teil des Ehrenmals.

Das Ehrenmal wurde als Ehrenhain auf „leicht erhöhtem Plateau“ innerhalb des Ehrenfriedhofs angelegt, „da wo eine Gruppe hochstrebender Bäume eine traumhaft stille Feierlichkeit über den Raum breitet“, und am 5. Oktober 1924 eingeweiht. Der „weihevolle Rundplatz“ hat mit etwa 15 Metern den gleichen Durchmesser wie die Kapelle und wird von einer übermannshohen Hecke umschlossen. Der Platz hinter der Hecke besteht aus einem breiten Umgang, einem Ring von neun wuchtigen, überlebensgroßen Stelen und einem leicht vertieften, mit unregelmäßig geschnittenen Steinplatten belegten Platz in der Mitte, zu dem zwei Stufen hinunterführen. Die obere Stufe trägt links und rechts von der Figur des Erzengels Michael an der Stirnseite die Inschrift „Gottes Will’ hat / kein Warum“. Noch 1988 stand ein Baum auf dem Platz, den man in dem Kreisrund belassen hatte, der aber heute verschwunden ist. Beim Anblick des Stelenkreises fühlt man sich unwillkürlich an Steinkreise wie die von Stonehenge erinnert, die ebenfalls als Grabanlagen dienten.

## Reliefs
„Die innere Ringseite erhielt vom Architekten die Bestimmung, das ungeheure Geschehen der Jahre 1914–18 an diesem weihevollen Ort zum Ausdruck zu bringen, um es zu einem tiefen inneren Erlebnis für den Beschauer zu machen.“ Soweit eine zeitgenössische Umschreibung des Ehrenmals.
Die neun überlebensgroßen, blockhaft wuchtigen Stelen aus rotem Maulbronner Sandstein tragen auf der Vorderseite ausdrucksstarke Reliefs mit dem Erzengel Michael, Kämpferdarstellungen und Müttern mit ihren Kindern. Die Rückseiten tragen Inschriften mit dem Namen, Todesdatum und Todesort der gefallenen Soldaten.
Die Umrahmung der hochrechteckigen Steinplatten ist grob behauen und steht in scharfem Kontrast zu den fein und weich konturierten Figurendarstellungen der Reliefs und dem glattgeschliffenen Untergrund der Schrifttafeln.

### Erzengel Michael

Stele des Erzengels Michael
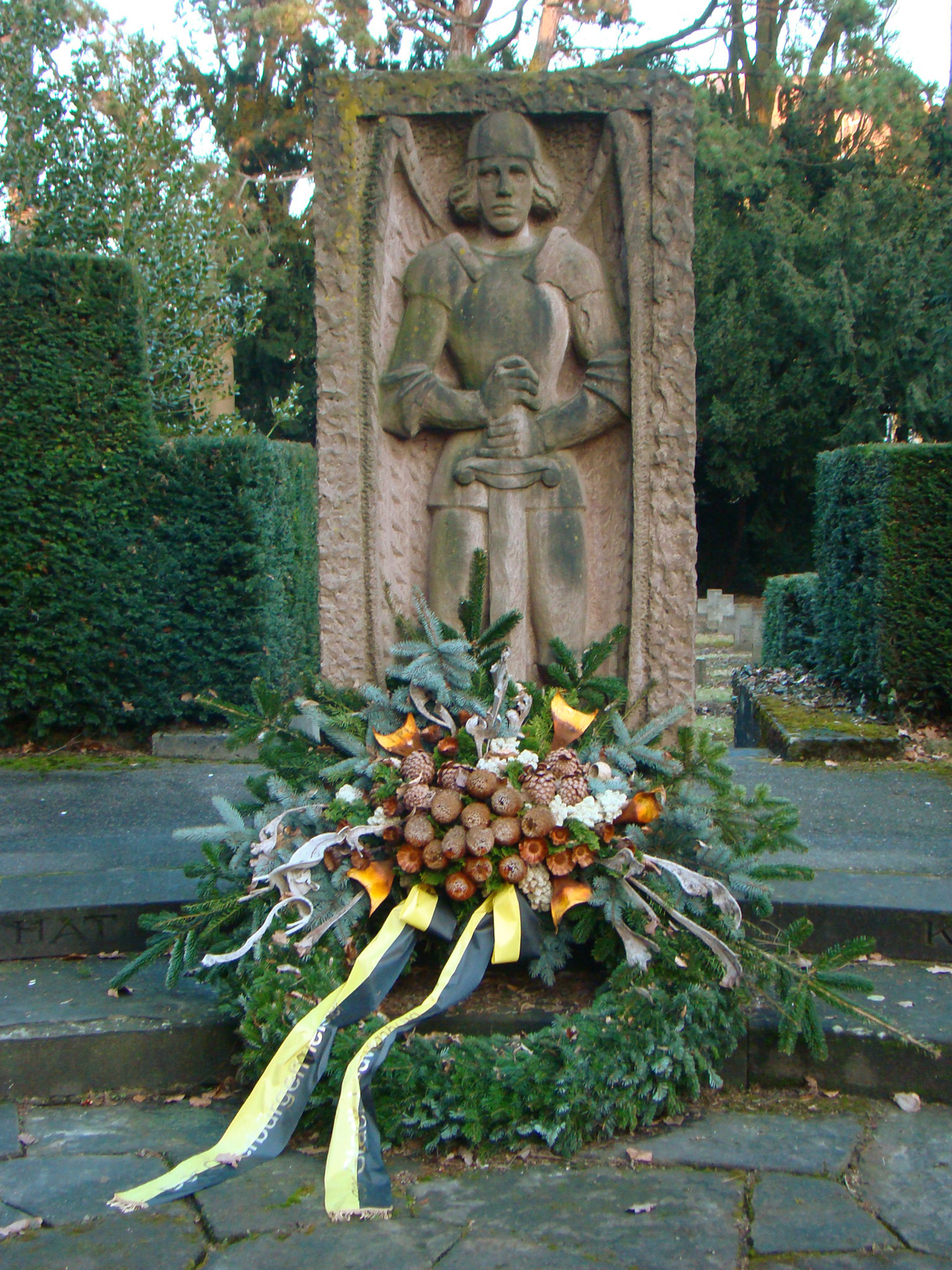
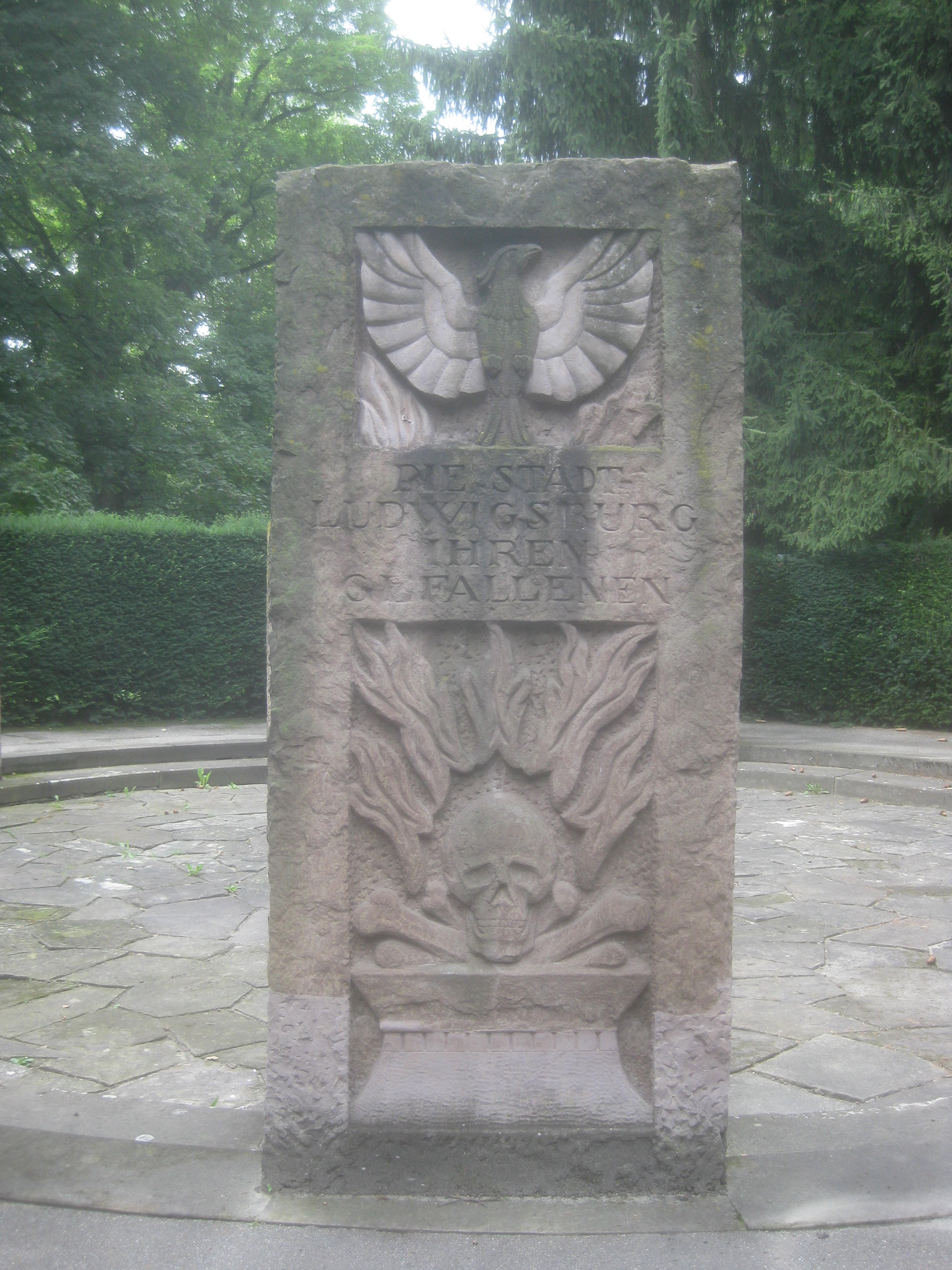

„Während des 1. Weltkrieges galt der Erzengel Michael als Führer und Schirmherr der Deutschen. Dabei vereinte seine Wiedergabe Relikte verschiedenster Herkunft: die frühere Identifikation mit dem Kaiser, die deutschen Heroen Goethe und Bismarck und sogar germanisierende Motive. Im Resultat ergab die Mixtur einen jugendlich-strahlenden Kämpfer, einen Siegfried als Schutzheiligen des deutschen Heeres.“
Der jünglinghafte, aber nichtsdestoweniger martialische Erzengel Michael ist im Gegensatz zu den Figuren der anderen Stelen in archaischer Frontalität dargestellt. Ausgestattet mit stählerner Rüstung und einem Helm, unter dem das wallende Haar hervorquillt, blickt der geflügelte Erzengel furchtlos und mutig in die Welt. Er stützt sich auf sein mächtiges Flammenschwert, mit dem er die ersten Menschen aus dem Paradies vertrieben hat.
Die Rückseite der Michaelstele ist in drei Felder geteilt:
- Ein großes Reliefbild unten zeigt eine Aschenurne und darüber einen Totenschädel, der auf gekreuzten Schlegeln gebettet ist. Um den Totenkopf schlagen lodernde Flammen empor.

- Ein kleines Reliefbild oben zeigt einen aus der Asche wiedererstandenen Phönix[16] mit ausgebreiteten Schwingen, umgeben von züngelnden Flammen links und Gewitterwolken und Blitz zur Rechten.

- Die beiden Reliefbilder trennt ein Steg mit der gleichen Oberflächenstruktur wie die Umrahmung der Stele. Er trägt die Widmungsinschrift des Ehrenmals: „Die Stadt Ludwigsburg ihren Gefallenen“.

Während die anderen acht Stelen aus heutiger Sicht als abstoßendes Panorama der Kriegsgräuel interpretiert werden können, lässt die Darstellung des Erzengels Michael keine Zweifel an dem Hurrapatriotismus, der auch nach dem großen Krieg weiterhin obwaltete. Nach der Errichtung des Ehrenmals 1924 ließ sich der Ludwigsburger Historiker Christian Belschner zu dieser bezeichnenden pathetischen Phrase hinreißen:
„In seiner straffen Haltung verkörpert er mit seinen Flügeln den unerschütterlichen, selbst unter Niederlagen sich immer wieder aufschwingenden heiligen Lebenswillen des deutschen Volkes. Das Schwert in seinen Händen ist jedoch nicht die flammende Cherubswaffe; bei Fuß gestellt deutet sie nicht auf Kampfeslust, hält sich aber jederzeit bereit, sich gegen freventliche Angriffe zur Wehre zu setzen.“

### Kämpfer und Mütter

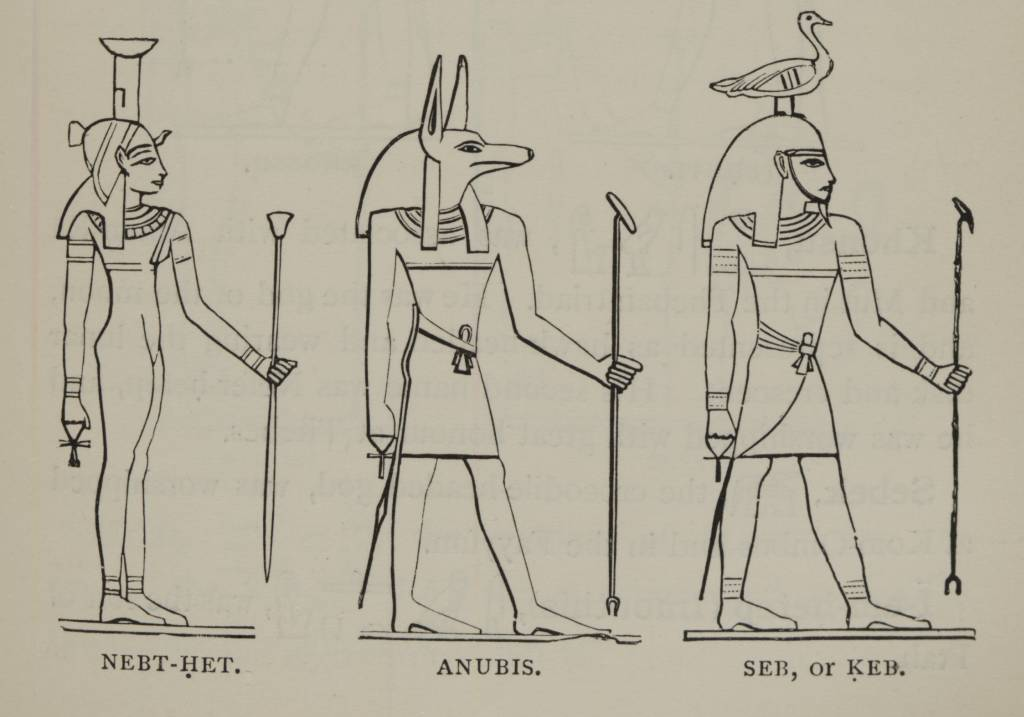
Ägyptische Götter in aspektivischer Darstellung.

Sechs Kämpferfiguren und zwei Gruppen von Müttern mit ihren Kindern („versenkte Reliefs“) pressen sich in die Vertiefung eines erdrückenden, klobigen Steinrahmens, der die Figuren sarkophagartig umschließt. Die flächenfüllenden Figuren scheinen den Rahmen, in den sie eingequetscht sind, sprengen zu wollen, so dicht drücken sie gegen die begrenzenden Kanten.
Die Überhöhung der sonst realistischen Wiedergabe der Körper durch eine ausdrucksstarke und dramatische Gestik und die überwiegend aspektivische Ansicht der Figuren verleiht den Reliefs einen expressionistischen Charakter (jedoch nicht dem in herkömmlicher Manier dargestellten Erzengel Michael).
Die nackten Figuren sind nicht in natürlicher Perspektive, sondern wie auf altägyptischen Reliefs aspektivisch wiedergegeben, das heißt in einer Mischung zwischen Profil- und Frontalansicht: der Kopf wird im Profil gezeigt (außer bei Nr. 2, 4 und 5), die Vorder- oder Rückseite des Oberkörpers ist frontal zum Betrachter gedreht und Hüfte und Beine nehmen eine seitliche Schrittstellung ein.
Die nackten Männerfiguren sind nicht als zeitgenössische Soldaten dargestellt, sondern als Kämpfer aus längstvergangener Zeit, wie die Beigaben Kurzschwert, Schild und Speer zeigen. Sie entsprechen dem Typ des „nackten Kriegers“ (nach Meinhold Lurz), der sich auf „hellenistische Kriegerreliefs“ bezieht (ob sich Brüllmann diese Zuschreibung zu eigen gemacht hätte, ist fraglich):
„Im Rückgriff auf das zeitlose Ideal der Antike enthistorisierte der Denkmalstyp den Kampf als solchen und verherrlichte ihn gleichzeitig. Der Krieg galt als männlich-heroische Handlung, in der man sich Ansehen und Ehre erwirbt.“
Die athletischen, sportlich gestählten Kämpferfiguren zeigen aus heutiger Sicht, wenn man von den martialischen Beigaben absieht, das Grauen des Krieges, die Angst der gequälten und gehetzten Kreatur, die einem unausweichlichen Schicksal ausgeliefert ist. Die vaterlos aufwachsenden Kinder der Mutter-Kind-Stelen suchen verzweifelt und verängstigt den Schutz der zu Hause zurückgebliebenen, trauernden Mütter, denen nur die Hoffnung auf eine gesunde Wiederkehr ihrer Gatten bleibt.

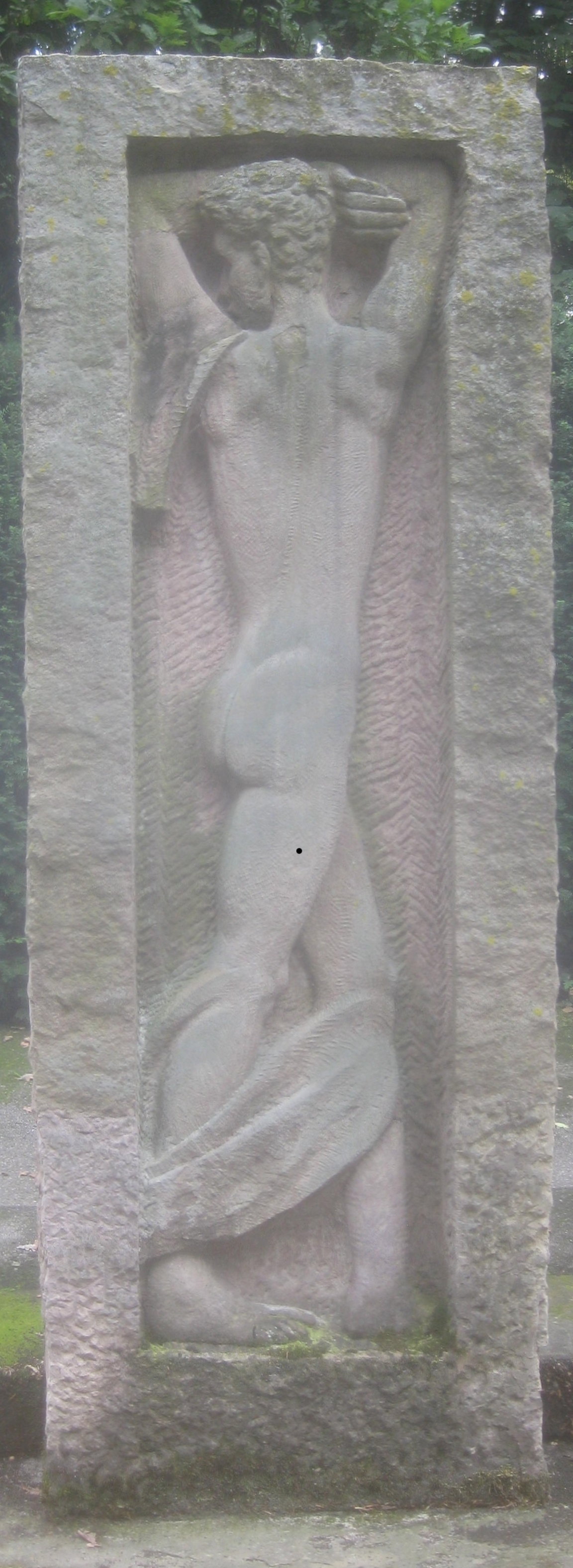
1.
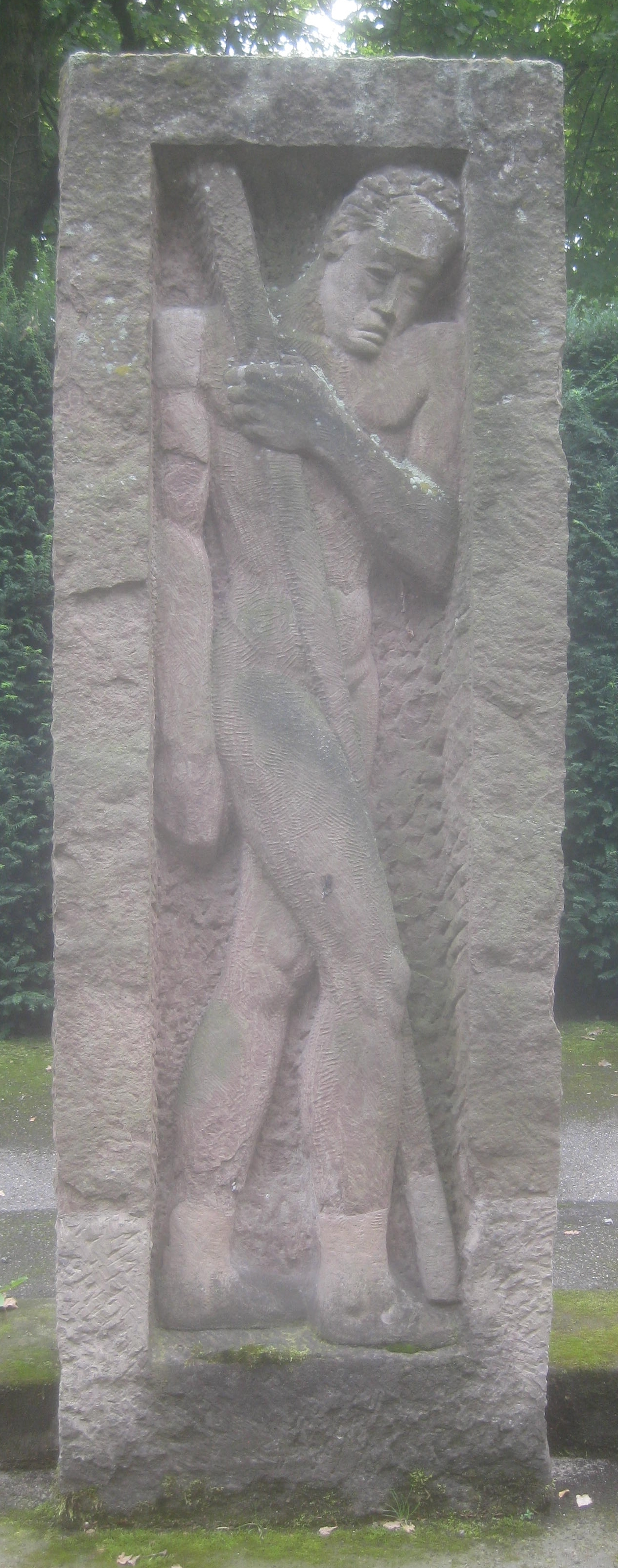
2.
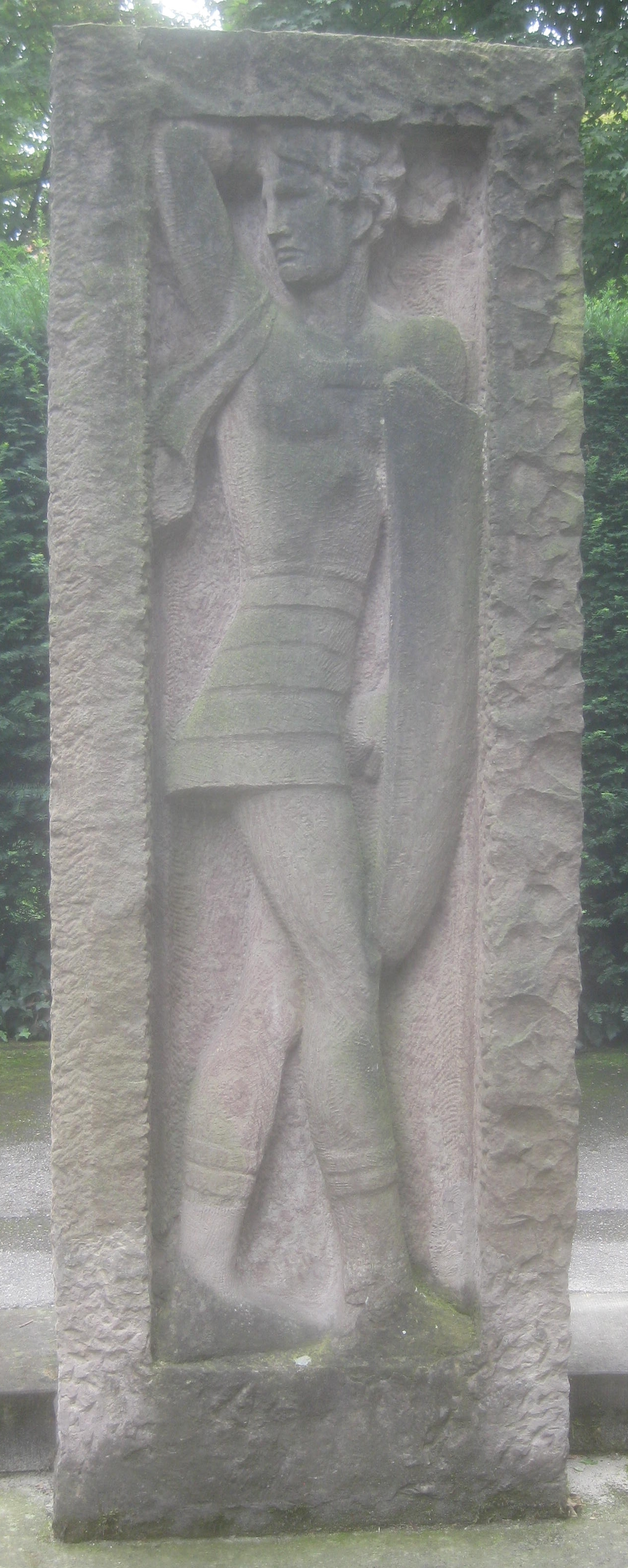
3.
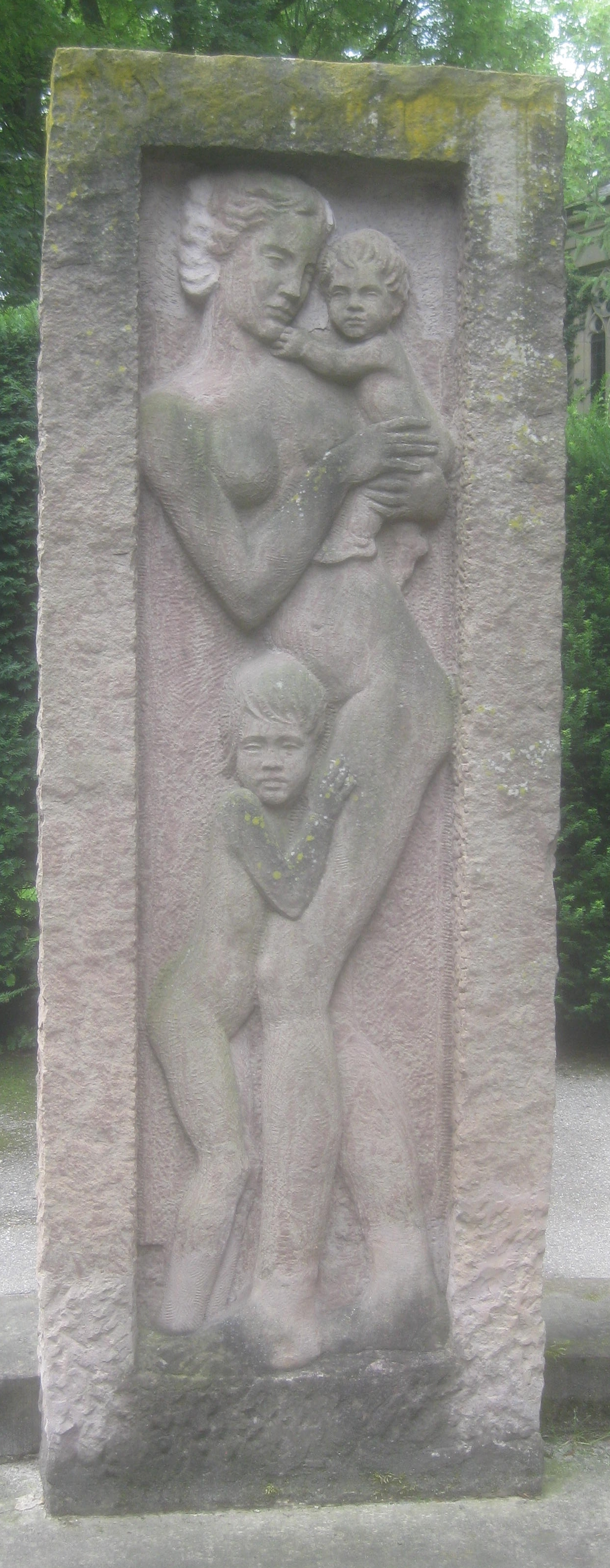
4.
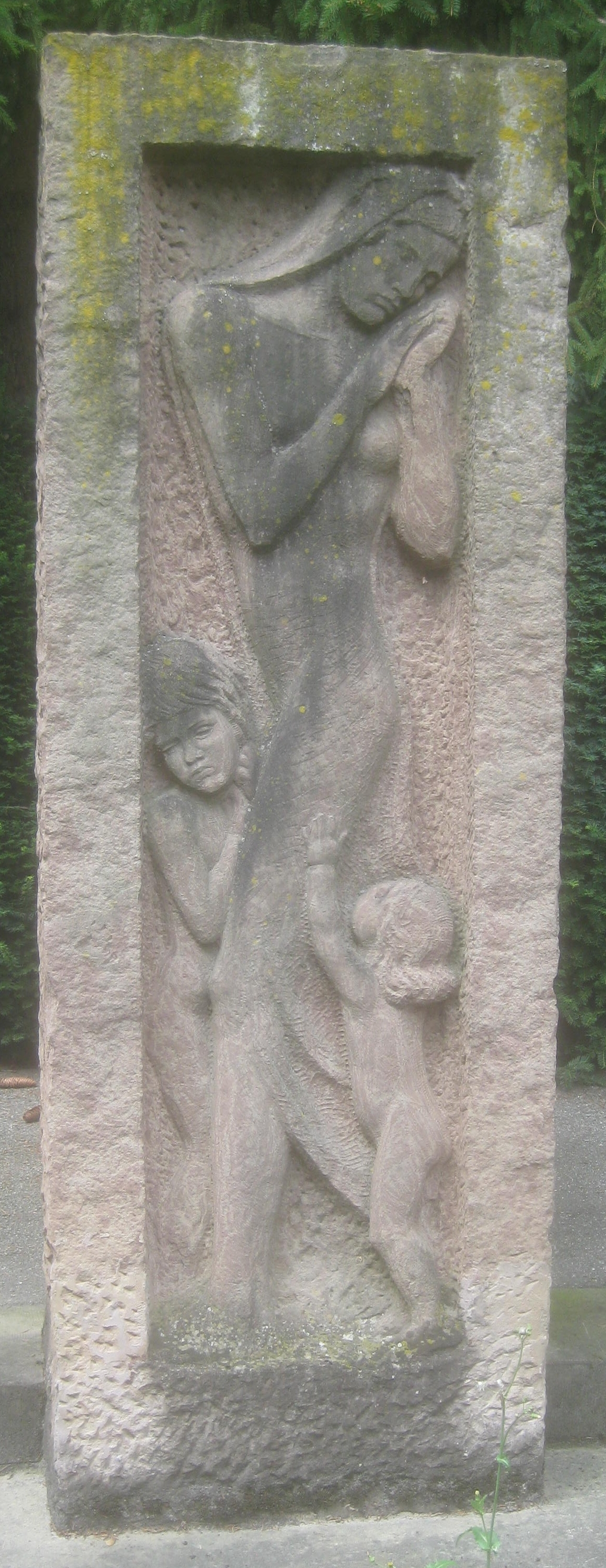
5.
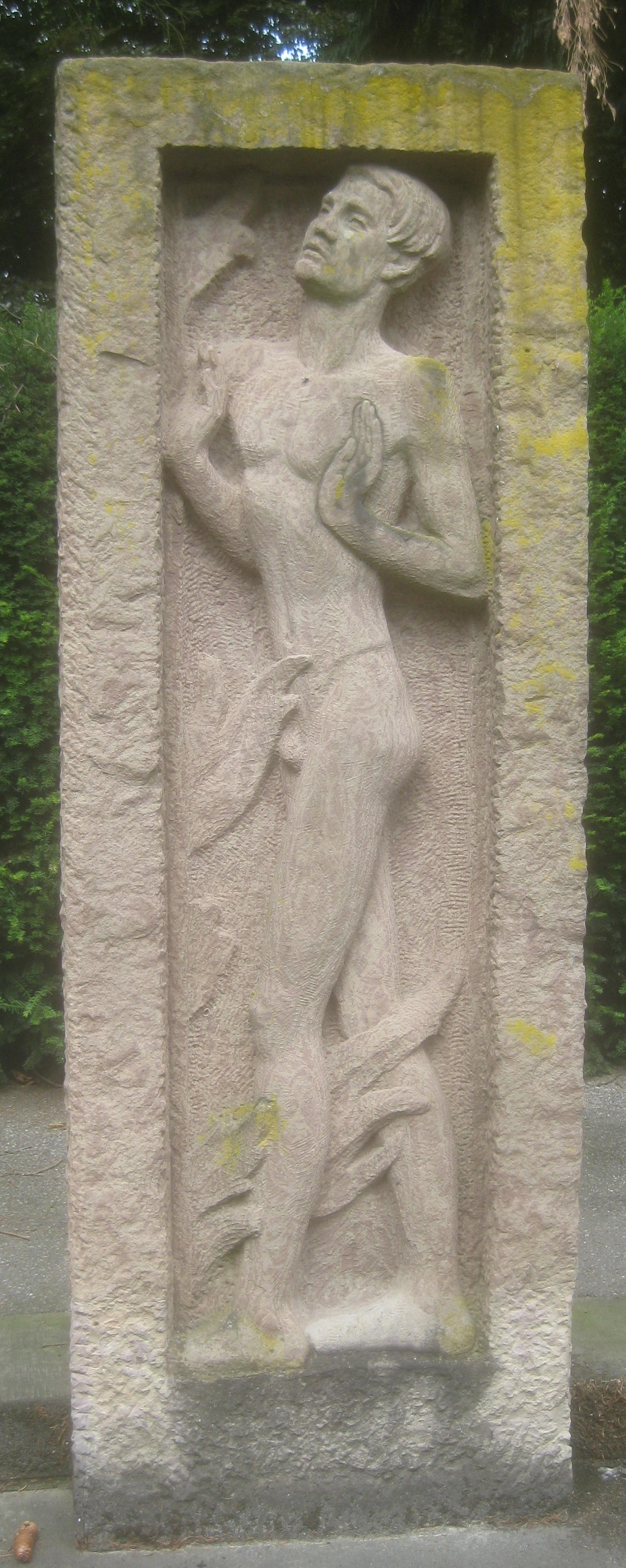
6.
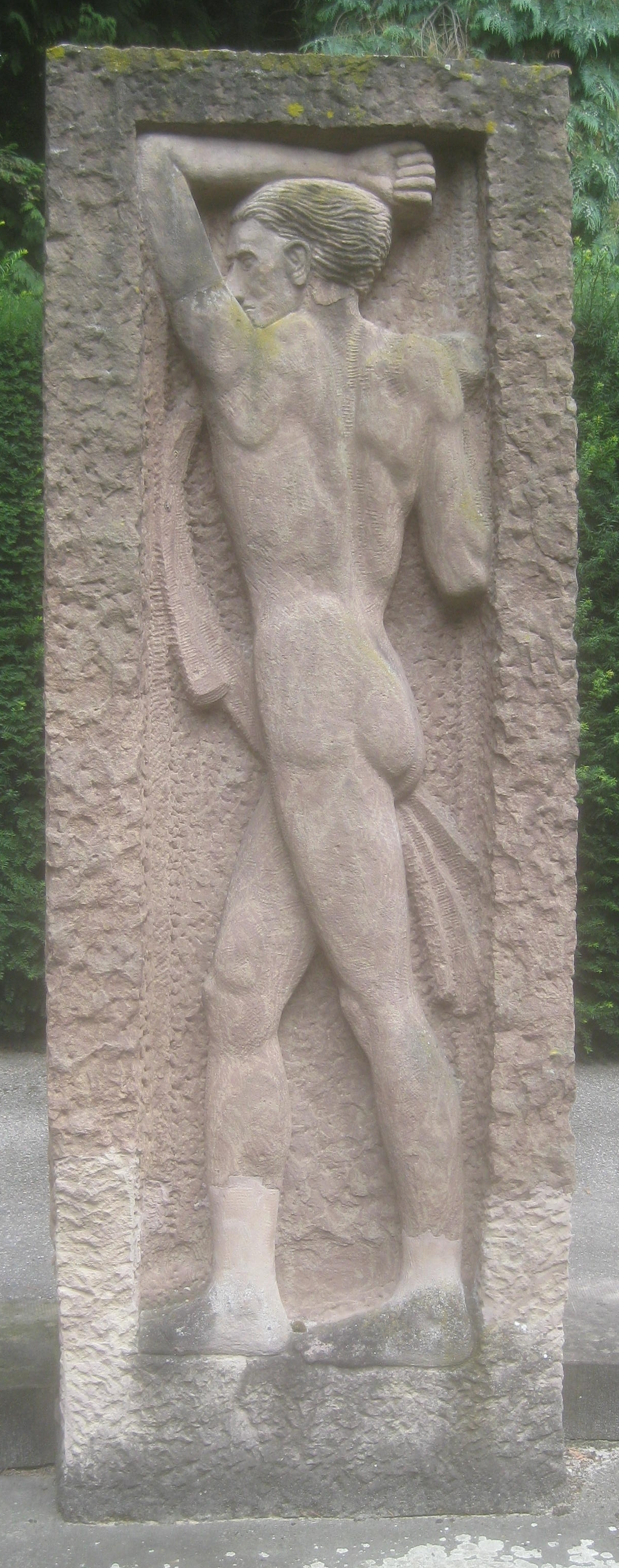
7.
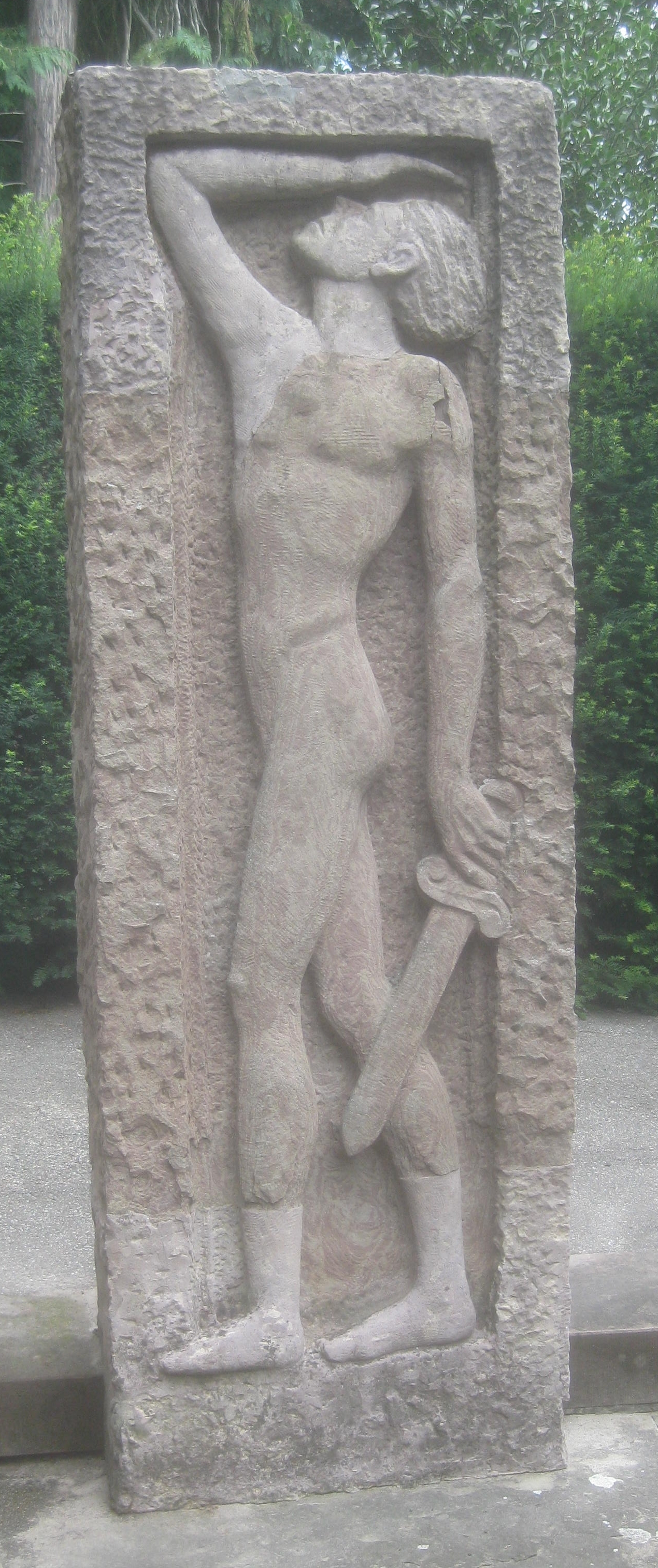
8.

Der Ludwigsburger Historiker Christian Belschner wollte die Brüllmannschen Reliefs als Allegorien verstanden wissen und versah sie mit pathetischen und kriegsverherrlichenden Umschreibungen wie „vaterländische Begeisterung“, „kampfesmutiger Zorn“ oder „lebensprühende Entschlußkraft“. Offenbar war dies nicht im ursprünglichen Sinn von Brüllmann, wenn er auch letztendlich Belschners Deutungen zu tolerieren schien:
„Wir verstehen es daher vollkommen, wenn der Künstler Brüllmann sich »nur ungern« dazu verstand, seinen Kunstschöpfungen auf dem Kriegerfriedhof »im einzelnen Namen zu geben«. Vollzog sich doch die Wahl seiner Motive ganz »aus persönlicher Empfindung über das Kriegsgeschehen«.“

## Schrifttafeln

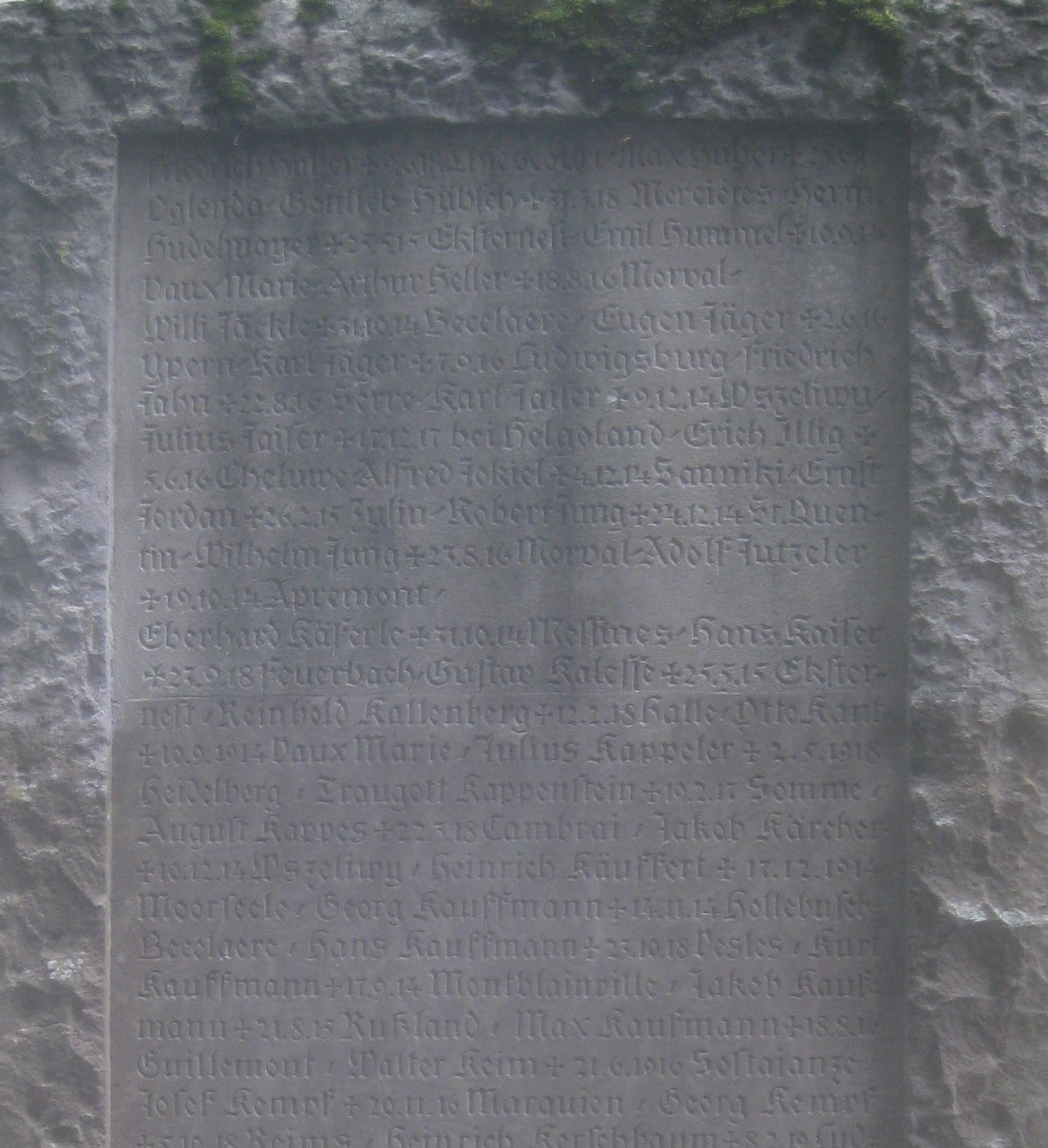
Ausschnitt einer Schrifttafel (Rückseite von Stele 1).

Auf der Rückseite der Stelen (nicht der Michaelstele) sind die Namen der Gefallenen mit Sterbedatum und Sterbeort eingemeißelt. Ein zufälliger Ausschnitt aus einer der endlos scheinenden Listen lässt den Blutzoll erahnen, den der Krieg den Familien auferlegte:
| Adam Maier + 19.11.18 Namur – Hugo Maier + 9.4.1918 Waasten – Paul Maier + 26.10.1914 Becelaere – Otto Maisch + 29.1.15 Binarville – Max Marmein + 2.5.15 Metz Erich Marquardt + 25.5.16 Miraumont – Eduard Marx + 29.6.15 Moorslede – Friedrich Marx + 15.12.14 Doezelhoek August Matt + 2.1.15 Zylin – Viktor Maulbetsch + 12.11.14 Messines – Wilhelm Mauz + 6.11.14 Messines – Alfred Mayer + 7.9.17 Spriet – Gottlob Mayer + 6.11.14 Messines Karl Mayer * 1885 + 30.12.16 Bernes – Karl Mayer * 1890 + 7.10.14 Miraumont – Karl Mayer * 1893 + 9.9.15 Pacewicze |

Die alphabetische Auflistung der fast 600 Gefallenen gleicht einem aufgeblätterten Geschichtsbuch. Ein Eintrag auf einer Schrifttafel musste das Grab ersetzen, an dem die Angehörigen ihre Verstorbenen betrauern konnten, die in fremder Erde begraben lagen, falls sie überhaupt ein Grab fanden. Bisweilen verlor eine Familie gleich mehrere Männer im Krieg, und man findet die Namen von Brüdern oder Vater und Sohn nebeneinander auf einer Tafel. Viele der hier genannten und vorher unbekannten Orte erlangten als Kriegsschauplätze eine traurige Berühmtheit. Manche Orte erscheinen mehrfach oder vielfach auf den Tafeln, ein Hinweis, dass Söhne der Stadt gemeinsam in den Krieg zogen und manchmal auch am gleichen Kampfplatz ihr Leben verloren.
Heute, nach einem Jahrhundert, finden die Inschriften kaum noch Beachtung. Sie legen jedoch immer noch Zeugnis ab über das maßlose Grauen des Krieges und sind den Lebenden eine Mahnung.

## Rezeption
Eine kunsthistorische Gesamtwürdigung der Kriegerdenkmäler fehlt bisher (vergleiche Kriegerdenkmal, Literatur). Im Übrigen finden Kriegerehrenmäler in der Kunstliteratur wenig Beachtung. Dieses Schicksal teilte auch das Ehrenmal von Friedrich Haußer und Jakob Brüllmann. Nur in ein paar Zeitungsartikeln im Jahr der Einweihung 1924 und in der Monographie von Claus Huber über Friedrich Haußer wird das Ehrenmal behandelt. Der kreisförmige Ehrenhain (oder Heldenhain) wurde als Topos gern, wenn auch nicht häufig, verwendet und wäre insofern nicht der Erwähnung wert. Die expressiven Relieftafeln von Brüllmann fallen jedoch deutlich aus dem Rahmen des sonst üblichen, meist konventionellen Schemas. Aber auch sie wurden von der Kunstgeschichte nicht beachtet.
In dem 1930 erschienenen Bildband Das Denkmal des Weltkriegs von Karl von Seeger, dem Bibliothekar des ehemaligen Württembergischen Landesgewerbeamts, sind drei Denkmäler von Brüllmann abgebildet, darunter das Ludwigsburger, ohne dass sie eine weitergehende Würdigung erfahren.
Der Historiker Meinhold Lurz widmet in seinem sechsbändigen Werk über Kriegerdenkmäler in Deutschland zwei Bände den Kriegerdenkmälern aus der Zeit des Ersten Weltkriegs bzw. der Weimarer Republik. In seiner umfangreichen Bestandsaufnahme scheint das Ludwigsburger Ehrenmal nicht vorzukommen. Dies muss weiter keine Bedeutung haben bei der Unzahl der Denkmäler, ist aber andererseits ein Fingerzeig darauf, dass das Ludwigsburger Ehrenmal ziemlich unbekannt blieb.

## Exkurs: Haußer und Brüllmann
Der Architekt Friedrich Haußer und der Bildhauer Jakob Brüllmann, die das Kriegerehrenmal 1914/18 zusammen erbauten, hatten schon 1916 bei der Anlage des Ehrenfriedhofs zusammengearbeitet. Später kam es mindestens noch einmal zur Zusammenarbeit an einem Kriegerdenkmal: 1925 schufen sie gemeinsam das Kriegerdenkmal an der Martinskirche in Steinheim an der Murr.
„Die Zeit nach dem ersten Weltkrieg war vor allem auch die Zeit unzähliger Gedächtnismale und Friedhofsbauten. Auch Haußer hat sich in jener Zeit, als die allgemeine Bautätigkeit darniederlag, diesem Gebiet in vermehrtem Maße gewidmet.“ Von ihm stammt unter anderem auch die Grabeinfassung für die Ruhestätte des letzten württembergischen Königs Wilhelm II. auf dem Alten Friedhof (1922).
Bereits während des Zweiten Weltkriegs war Brüllmann 1917 durch ein anderes Denkmal, das vielbeachtete Reformationsdenkmal in Stuttgart, hervorgetreten. Nach dem Krieg schuf auch Brüllmann weitere Kriegerehrenmale in den anderen württembergischen Städten.

Kriegerehrenmäler von Jakob Brüllmann
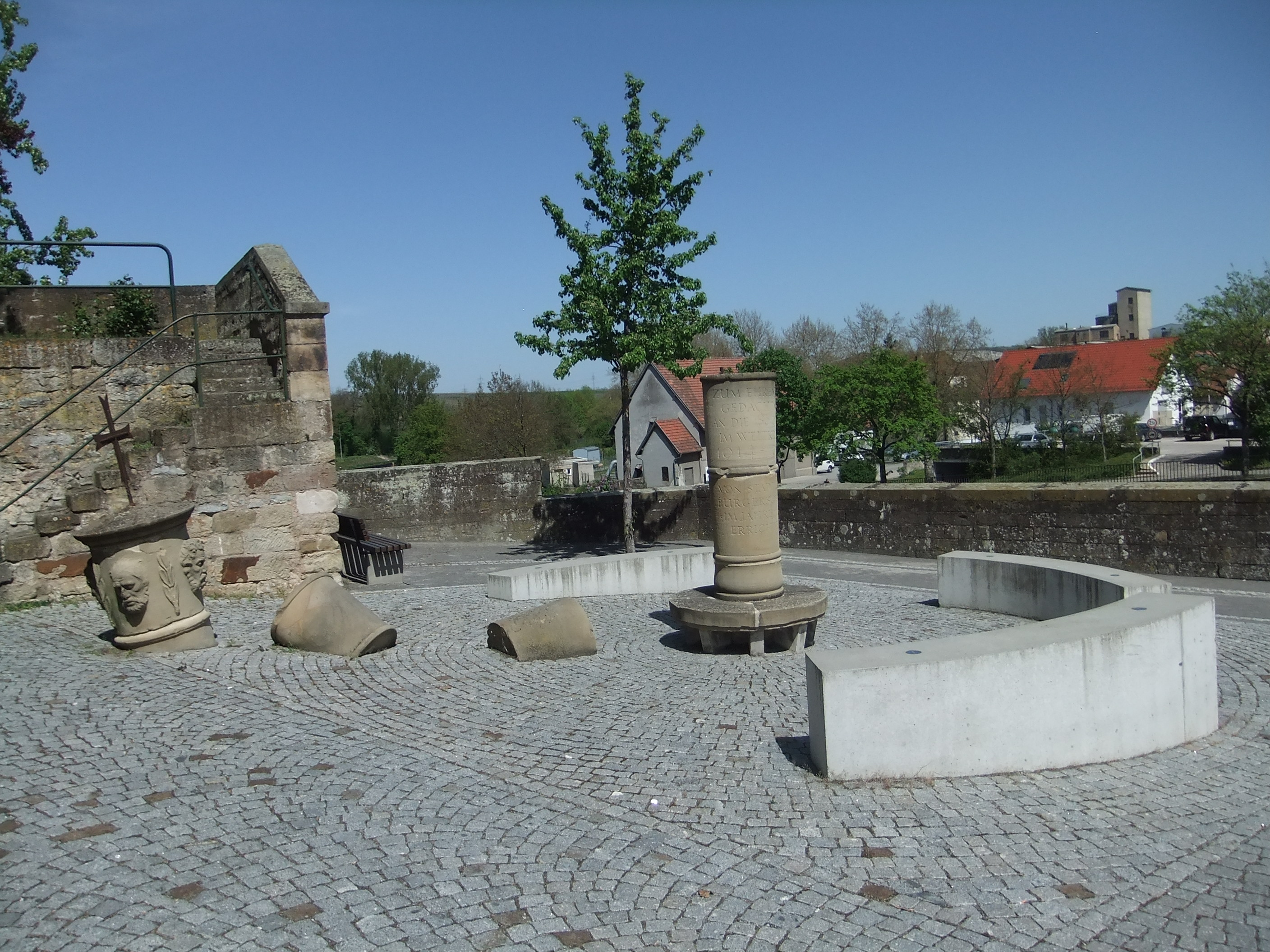
Lauffen am Neckar, Säule mit vier antiken Reliefköpfen.
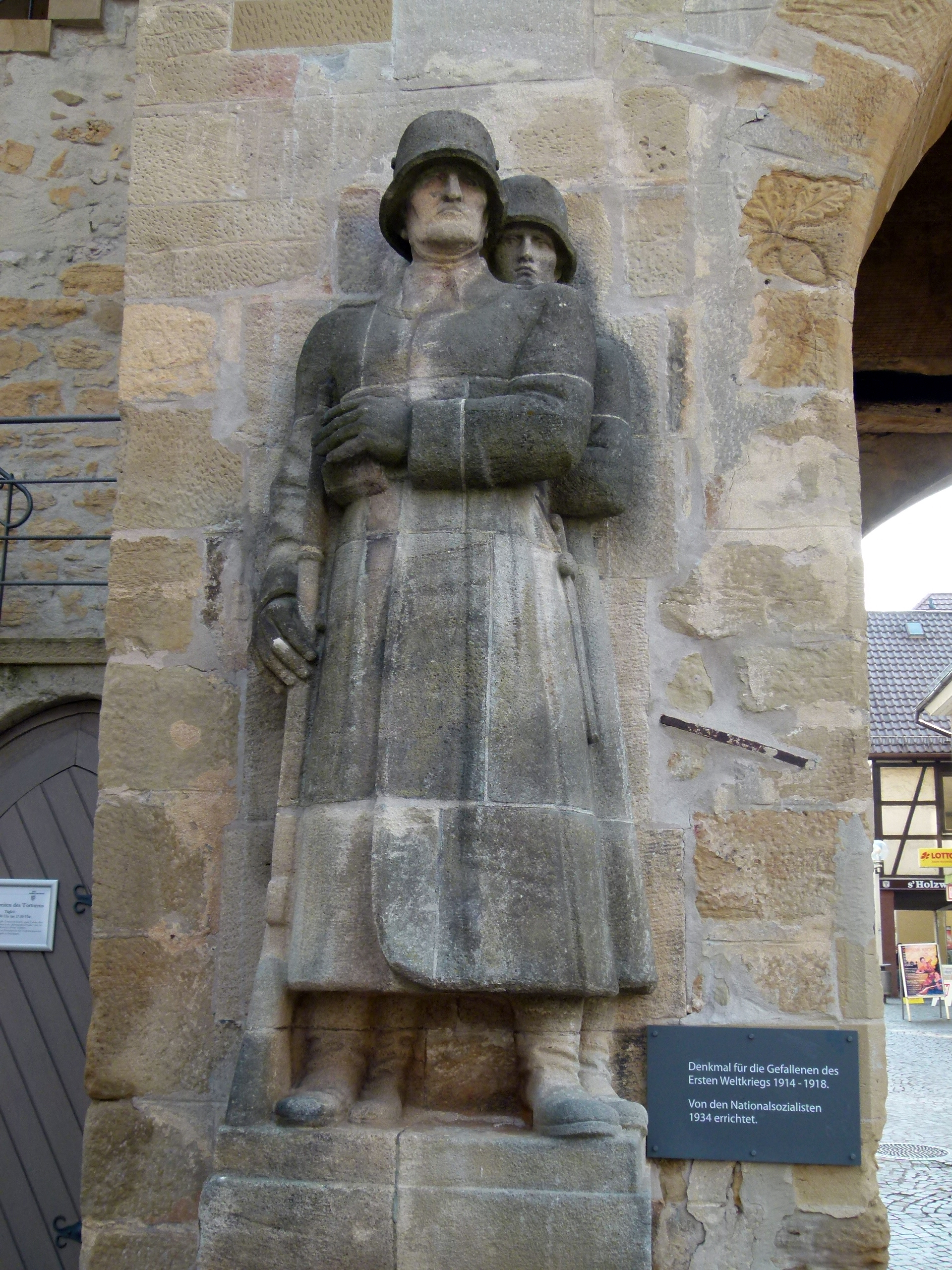
Marbach am Neckar, Standbild mit zwei Soldaten.
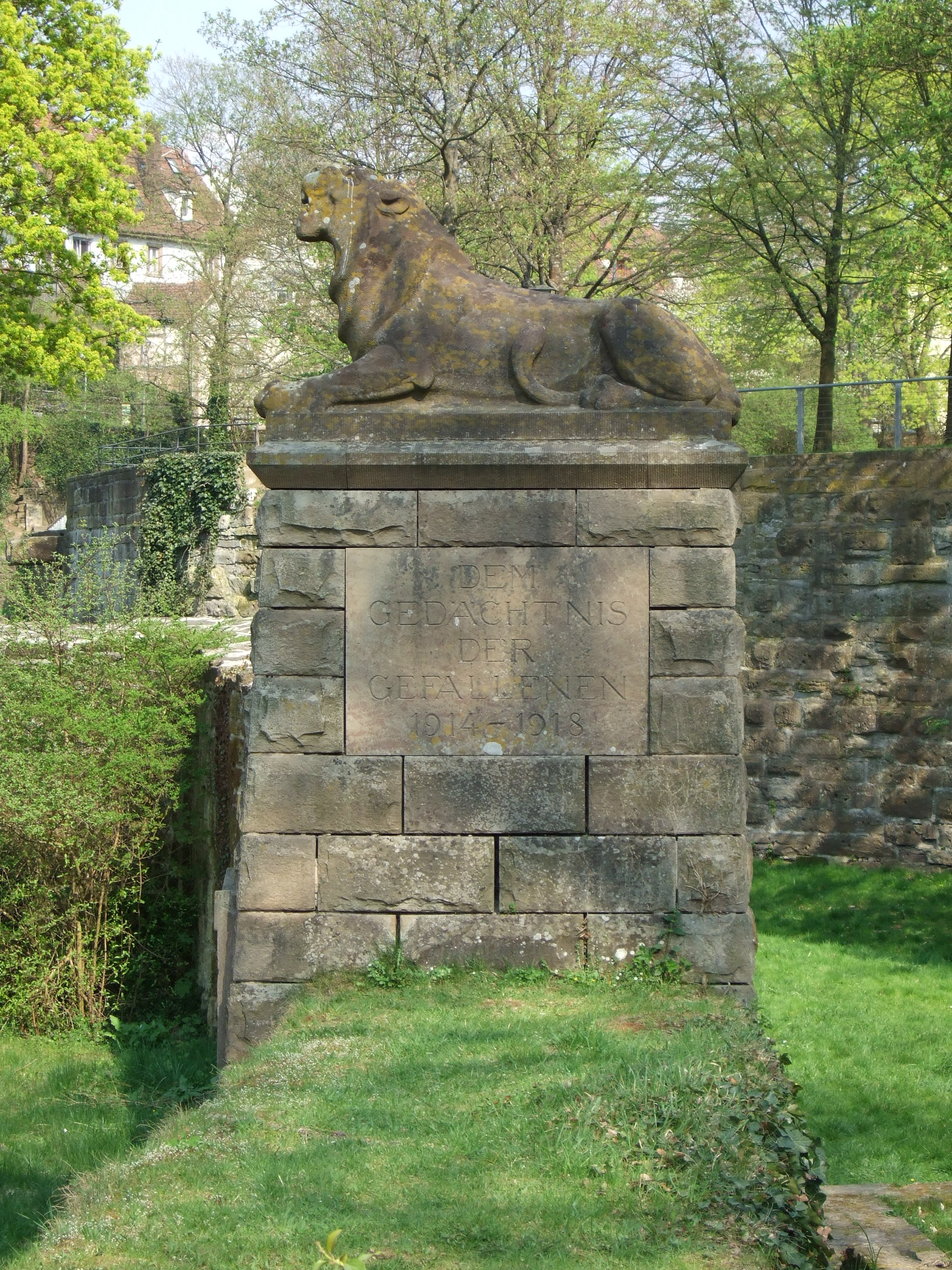
Maulbronn, Stele mit einem liegenden Löwen.
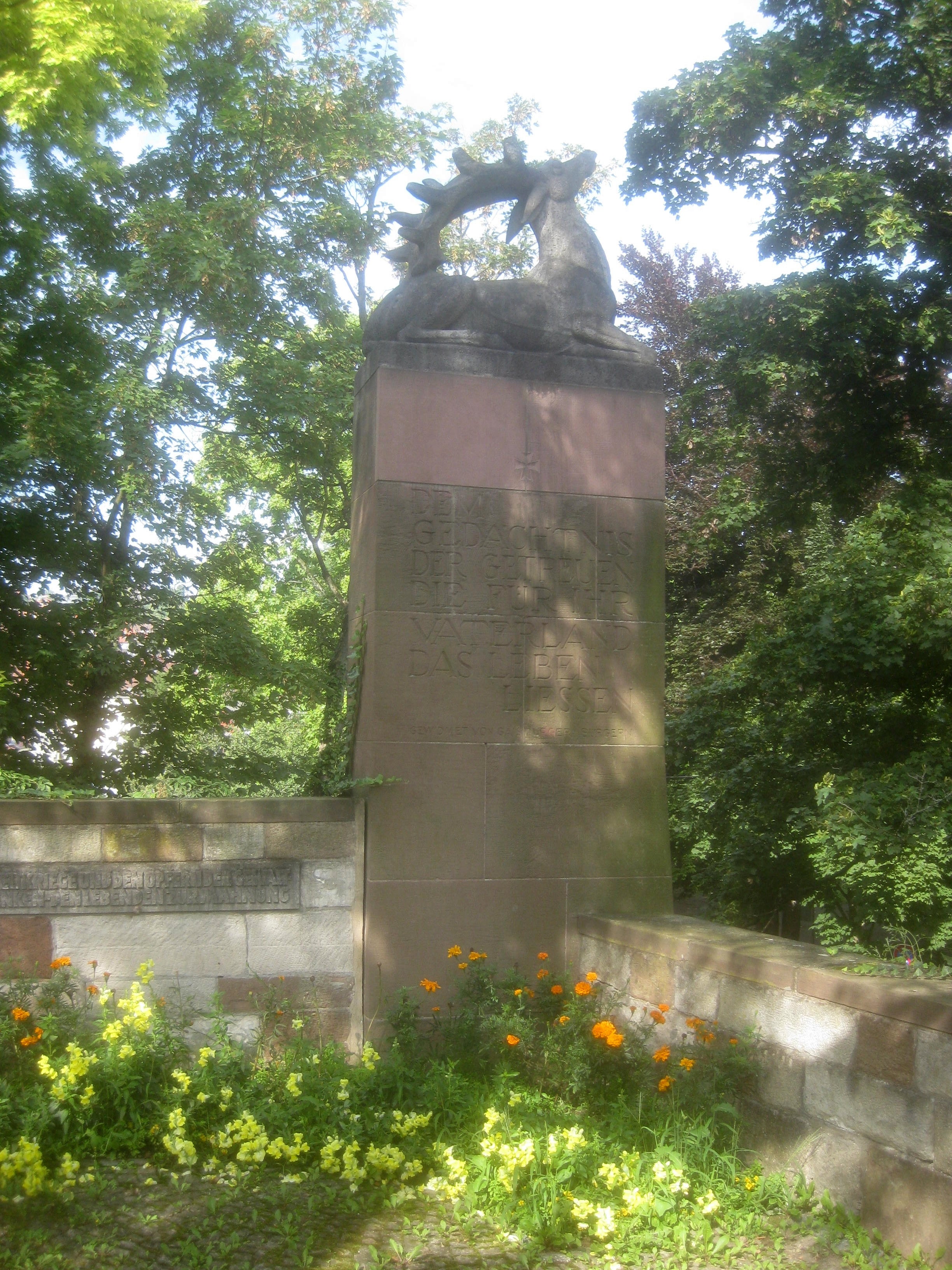
Stuttgart-Gaisburg, Mahnmal mit einem sterbenden Hirsch.
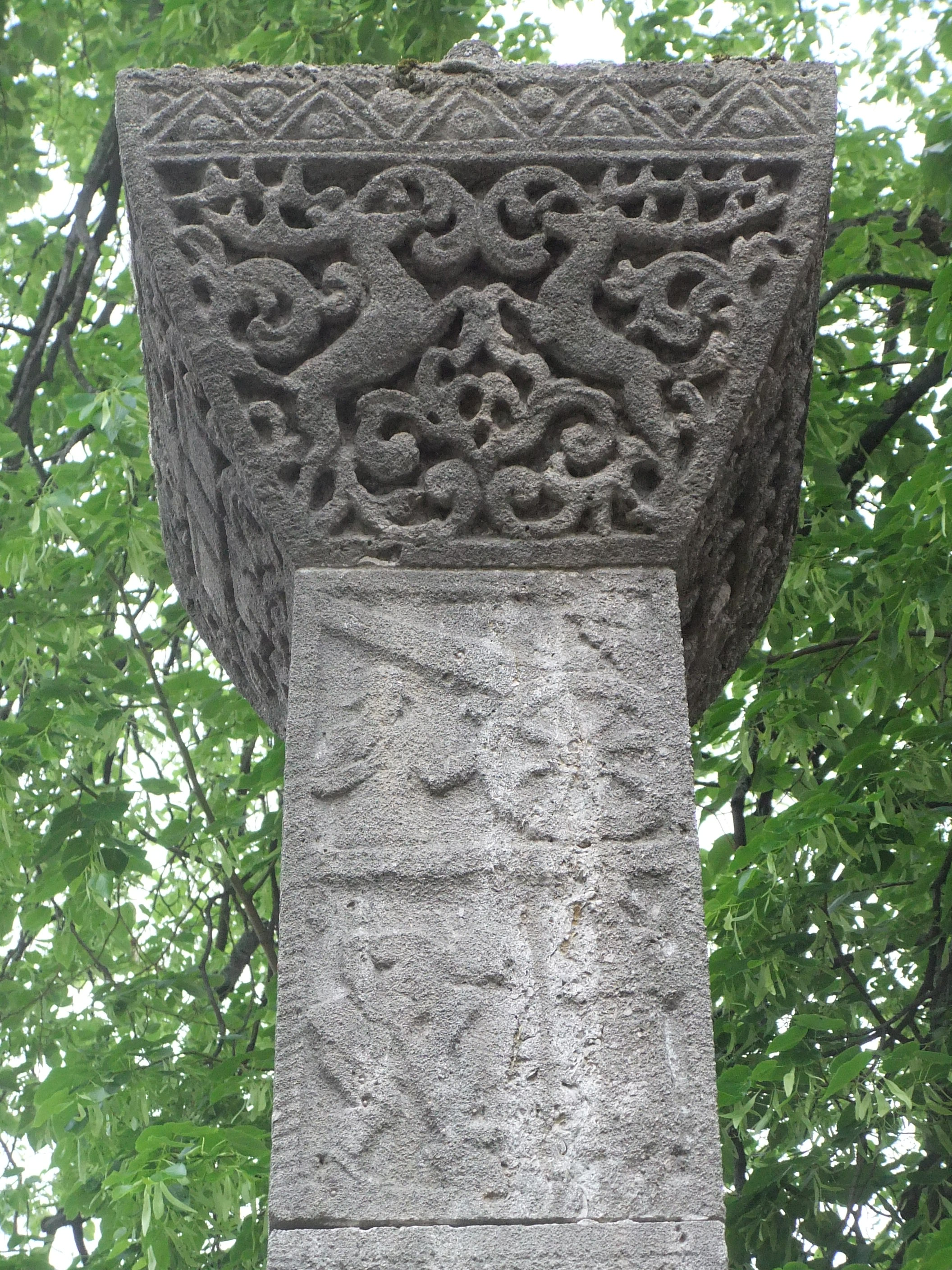
Stuttgart-Weilimdorf, Säule mit Reliefs.
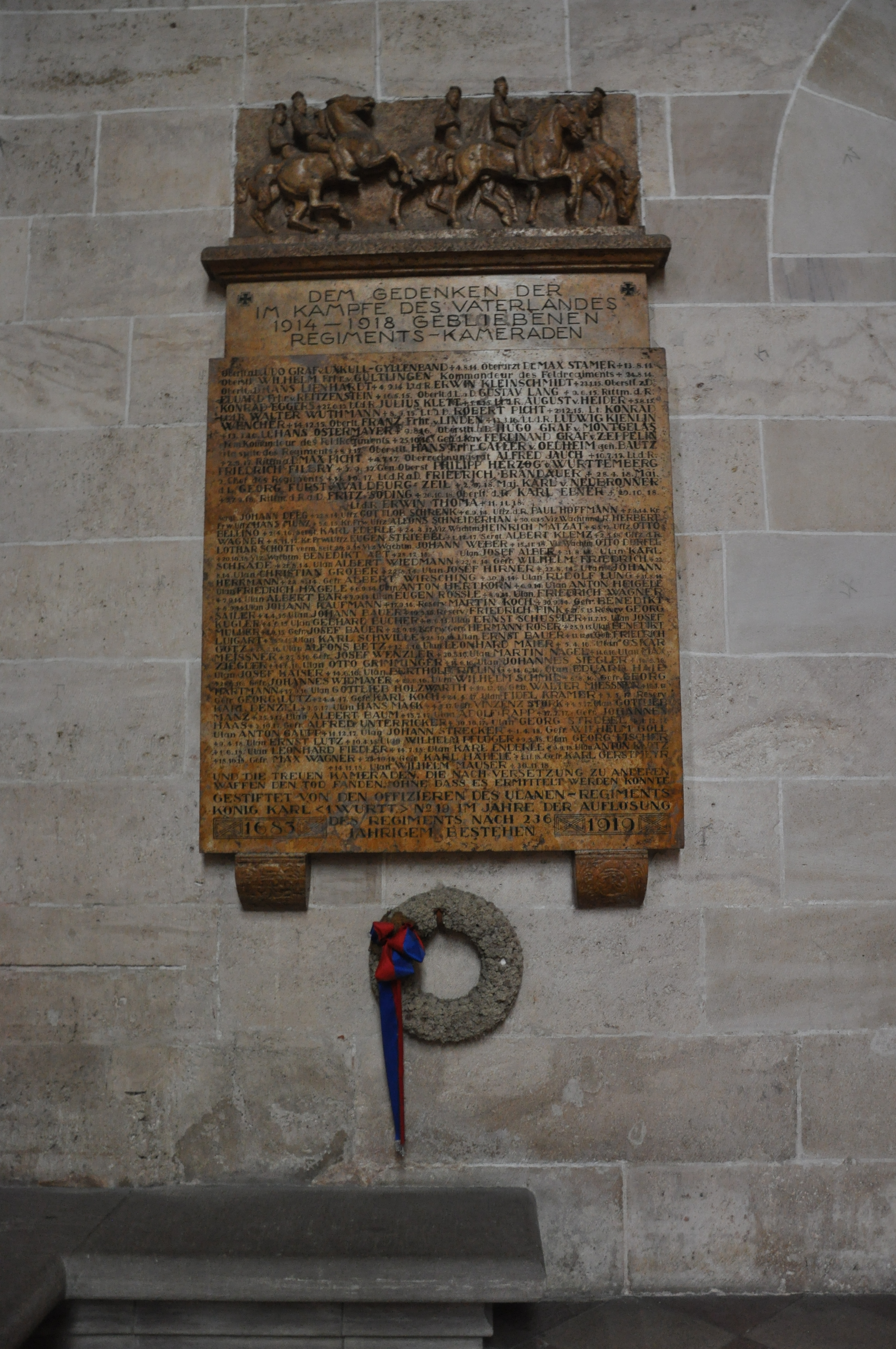
Ulmer Münster, Gedenktafel mit Reiterrelief.

Die Ehrenmäler, von denen Abbildungen vorliegen, scheinen eher konventionell (Löwe, Hirsch, Soldaten). Die Weilimdorfer Reliefs sind stark verwittert, so dass keine Aussage über sie möglich ist. Die Darstellungen antiker Köpfe an dem Denkmal in Lauffen sind zwar ungewöhnlich, lassen jedoch auf Grund fehlender Quellen keine Deutung zu.

### Allgemein
- Claus Huber: Der Ludwigsburger Architekt Friedrich Haußer (1875–1963). Beispiel einer Architekturpraxis zwischen 1900 und 1930. Tübingen 1988, S. 10, Abbildung 250–251.
- Meinhold Lurz: Kriegerdenkmäler in Deutschland. Band 3: 1. Weltkrieg. Heidelberg 1985. ISBN 3-88326-152-1.
- Meinhold Lurz: Kriegerdenkmäler in Deutschland. Band 4: Weimarer Republik. Heidelberg 1985. ISBN 3-88326-153-X.
- Bernd Schmid-Kemmner: „...leuchtet mir zum frühen Tod.“ Kriegerdenkmäler im Landkreis Ludwigsburg als Geschichtsquellen. In: Ludwigsburger Geschichtsblätter. Heft 46, 1992, S. 84–160, hier 91–92, 126.
- Karl von Seeger: Das Denkmal des Weltkriegs. Stuttgart [1930], S. 109.

### Zeitungen
- Christian Belschner: Das Krieger-Ehrenmal in Ludwigsburg. In: Schwäbischer Merkur. Nr. 230, 4. Oktober 1924.
- [Christian Belschner]: Die Weihe des Krieger-Ehrenmals auf dem Friedhof in Ludwigsburg. In: Schwäbische Kronik. Nr. 232 vom 5. Oktober 1924.
- Christian Belschner: Das Krieger-Ehrenmal auf dem alten Friedhof. In: #M 746 Bü 35, Korrekturfahne, [1924].[30]

### Archive
- Stuttgart, Hauptstaatsarchiv, M 746 Bü 35, Nr. 1 (Fragebogen, Zeitungsausschnitte).